# سفيان بن سوادة التميمي
أبو أحمد سفيان بن سوادة بن سفيان بن سالم بن عقال السعدي التميمي (175 هـ - 230 هـ / 791م - 845م) أمير، وقائد عسكري من القادة الشجعان في الدولة الأغلبية، وقد تولى الوزارة للملك زيادة الله الأول الاغلبي بين عامي (208 هـ - 223 هـ) وتولى كذلك قيادة جيوشه وقضى على كثيرٍ من الثورات التي قامت ضده ومن أشهرها ثورة منصور الطنبذي وأتباعه، وقد ولي ولده أحمد بن سفيان الزاب وطرابلس في عهد الملك محمد الأول الأغلبي، وولي ولده خفاجة بن سفيان صقلية أيضاً.

## نسبه
هو سفيان بن سوادة بن سفيان بن سالم بن عقال بن خفاجة بن عبد الله بن عباد بن الحارث بن سعد بن حرام بن سعد بن مالك بن سعد بن زيد مناة بن تميم بن مر السعدي التميمي